# Infamous First Light
Infamous First Light és un videojoc d'acció i aventura desenvolupat per Sucker Punch Productions i publicat per Sony Computer Entertainment per a PlayStation 4. El joc es va anunciar a l'Electronic Entertainment Expo de 2014 i va sortir a la venda en format digital l'agost d'aquell any. El format físic no va sortir a la venda fins al setembre i a Europa, Àsia i Austràlia. És una preqüela d'Infamous: Second Son.
Sent un joc en tercera persona, el jugador pren el control d'Abigail "Fetch" Walker (presentada com a personatge secundari a Infamou: Second Son), una jove classificada pel Departament de Protecció Unificada com una "conducta" que posseeix poders sobrehumans. Sota la custòdia del D.U.P., Fetch rep l'ordre d'explicar la història dels esdeveniments que van conduir a la seva captura. El jugador pot utilitzar els seus poders de neó per derrotar els enemics i recórrer l'entorn mentre completa els nivells. La trama es desenvolupa principalment als carrers d'una versió de ficció de Seattle i als voltants de la presó, Curdun Cay.
Infamous First Light va rebre majoritàriament crítiques positives per part de la crítica, elogiant la protagonista Fetch, i alguns van comentar que era un personatge millor en comparació amb la protagonista de Second Son, Delsin, juntament amb els aspectes visuals, controls, jugabilitat i desafiaments. Les crítiques anaven dirigides a la història del joc i la mecànica de combat.